# 張汧
張汧（？—？），字蕙嶫，號壺陽，山西澤州高平縣人，清朝政治人物。

## 生平
順治二年（1645年）乙酉科山西鄉試舉人，三年（1646年）丙戌科進士。選翰林院庶吉士，七年（1650年）授江西按察司僉事，十三年（1656年）調河南按察司僉事，十七年（1660年）升浙江按察司副使，康熙二十二年（1683年）升貴州按察使，二十四年（1685年）升福建布政使，二十五年（1686年）任湖廣巡撫，依附大學士明珠，恃勢貪暴，言路莫敢舉發。
康熙二十七年（1688年）陝西道監察御史陳紫芝論劾張汧“蒞任未久，黷貨多端，凡所屬地方鹽引錢局船埠等，無不搜括，甚至漢口市肆招牌，亦按數派錢”，康熙帝下諭：“張汧貪婪，無人敢言，陳紫芝獨能參劾，甚為可嘉”，張汧被逮捕問罪，供出曾向徐學行賄，並涉及高士奇及陳廷敬，被罷職，戶部右侍郎王遵訓、內閣學士盧琦、大理寺丞任辰旦等因保舉張汧不當，同被罷職。

## 著作
著有《壺陽集》。